# بمب‌گذاری مارس ۲۰۱۶ دیاربکر
در تاریخ ۳۱ مارس ۲۰۱۶ یک خودروی بمب‌گذاری شده در مسیر یک خودروی زرهی حامل نیروهای پلیس در استان دیاربکر ترکیه منفجر شد و طی آن ۷ افسر پلیس کشته و ۲۷ تن مجروح شدند.